# Beth Mead
Bethany Jane Mead (født 9. maj 1995) er en engelsk fodboldspiller, der spiller som angriber for Arsenal Ladies og for Englands landshold. To gange har hun vundet hæderen Vauxhall England Young Player of the Year i 2015 og 2018, og i 2016 vandt hun hæderen PFA Women's Young Player of the Year. I 2015 vandt hun FA Women's Super League's Golden Boot hæderen som ligaens topscorer. Mead har tidligere spillet for Sunderland.

## International karriere
Mead har spillet for England i en meget ung alder for U15, og spillede alle tre kampe for U20 landsholdet ved U/20 VM i fodbold for kvinder 2014 hvor hun scorede et mål fra lang afstand mod Mexico.
I april 2018 fik Mead debut for senior landsholdet, da hun blev skiftet ind i en 0–0 VM 2019 kvalifikationskamp mod Wales i Southampton. Hun var med startopstillingen for første gang i september 2018, da hun scorede to gange i England's 6–0 sejr over Kasakhstan i Pavlodar.

### Landsholdsmål
Pr. kampe spillet den 12. november 2019. England score listed first, scoring kolonnen viser stillingen efter hvert mål, som Mead har scoret.
| Nr. | Date              | Stadion                                              | Modstander | Scoring | Resultat | Turnering                   | Ref.   |
| --- | ----------------- | ---------------------------------------------------- | ---------- | ------- | -------- | --------------------------- | ------ |
| 1   | 4. september 2018 | Ortalik Stadion, Pavlodar, Kazakhstan                | Kasakhstan | 1–0     | 6–0      | VM-kvalifikation 2019, UEFA | [ 6 ]  |
| 2   | 4. september 2018 | Ortalik Stadion, Pavlodar, Kazakhstan                | Kasakhstan | 5–0     | 6–0      | VM-kvalifikation 2019, UEFA | [ 6 ]  |
| 3   | 27. februar 2019  | Talen Energy Stadium, Chester, USA                   | Brasilien  | 2–1     | 2–1      | SheBelieves Cup 2019        | [ 7 ]  |
| 4   | 5. marts 2019     | Raymond James Stadium, Tampa, USA                    | Japan      | 3–0     | 3–0      | SheBelieves Cup 2019        | [ 8 ]  |
| 5   | 9. april 2019     | County Ground, Swindon, England                      | Spanien    | 1–0     | 2–1      | Venskabskamp                | [ 9 ]  |
| 6   | 29. august 2019   | Den Dreef, Heverlee, Belgien                         | Belgien    | 2–0     | 3–3      | Venskabskamp                | [ 10 ] |
| 7   | 8. oktober 2019   | Estádio do Bonfim, Setúbal, Portugal                 | Portugal   | 1–0     | 1–0      | Venskabskamp                | [ 11 ] |
| 8   | 12. november 2019 | Stadion Střelecký ostrov, České Budějovice, Tjekkiet | Tjekkiet   | 2–1     | 3–2      | Venskabskamp                | [ 12 ] |